# APS (синхротрон)
APS (Advanced Photon Source) — источник синхротронного излучения третьего поколения в Аргоннской национальной лаборатории, в 40 км от Чикаго, США.

## Краткое описание
Ускорительный комплекс построен по традиционной схеме. 450 МэВ линейный ускоритель инжектирует пучок в бустерное кольцо, ускоряющее электроны до полной энергии 7 ГэВ. Из бустера пучок перепускается в основной накопитель, периметр которого 1.1 км, энергия 7 ГэВ. В синхротроне предусмотрено 40 длинных прямолинейных промежутков, из которых 4 заняты ВЧ-резонаторами, ещё один используется для инжекции, в остальные 35 могут быть установлены ондуляторы. Спектр ондуляторного излучения APS закрывает диапазон от ультрафиолета до жёсткого рентгена.